# ミラール (フランス)
ミラール （Milhars）は、フランス、オクシタニー地域圏、タルヌ県のコミューン。

## 地理
村はアルビとは48km、コルド＝シュル＝シエルとは17km離れている。
村はヴァウール地方の一部である。ヴァウール地方はグレシニェの森、ガヤックワイン、アヴェロン渓谷、セルー川谷との境となっている。

## 歴史
ヴァウール地方はかつてテンプル騎士団のコマンドリーが置かれ、騎士団の特許状台帳は様々な所有物があったことを記している。

## 人口統計
| 1962年 | 1968年 | 1975年 | 1982年 | 1990年 | 1999年 | 2007年 | 2014年 |
| ------ | ------ | ------ | ------ | ------ | ------ | ------ | ------ |
| 374    | 350    | 351    | 341    | 310    | 262    | 262    | 230    |

参照元:1962年から1999年までは複数コミューンに住所登録をする者の重複分を除いたもの。それ以降は当該コミューンの人口統計によるもの。1999年までEHESS/Cassini、2006年以降INSEE。